# Silvia Morawetz
Silvia Morawetz (* 11. September 1954 in Gera) ist eine deutsche literarische Übersetzerin. Sie überträgt überwiegend englischsprachige Literatur des 20. und 21. Jahrhunderts ins Deutsche.

## Leben und berufliche Tätigkeit
Silvia Morawetz absolvierte zunächst eine Ausbildung zur Elektronikfacharbeiterin und studierte anschließend Anglistik, Amerikanistik und Germanistik an der Universität Leipzig. Dort wurde sie im Jahr 1984 mit der Arbeit Probleme des autobiographischen Schreibens, dargestellt an den "autobiographical romances" von Henry Miller zur Dr. phil. promoviert.
Nach dem Studium arbeitete sie freiberuflich als Lehrerin, Übersetzerin und Dolmetscherin und war in Leipzig Mitherausgeberin einer Kunstzeitschrift. Im Jahr 1986 war sie Herausgeberin der Autobiografie des irischen Schriftstellers George Moore mit dem Titel Bekenntnisse eines jungen Mannes, die in der Dieterich’schen Verlagsbuchhandlung erschien. Ende 1988 übersiedelte sie nach Westdeutschland und ließ sich in Heidelberg nieder.
Morawetz übersetzte bisher schwerpunktmäßig englischsprachige Werke des 20. und 21. Jahrhunderts aus den Genres Roman, Kriminalroman, Erzählung, Lyrik, Essay, Jugendliteratur, Hörspiel, Biografik und Kunstgeschichte. Zu den von ihr ins Deutsche übertragenen Autoren gehören die Briten Alain de Botton, Terry Eagleton, James Kelman, Ali Smith, Peter May und David Bellos, die US-Amerikaner Anne Sexton, Joyce Carol Oates, William H. Gass, Gore Vidal, Henry Miller und Lily Brett, die Kanadier Emily Carr, David Bezmozgis und Mordecai Richler sowie der Neuseeländer C. K. Stead. Gemeinsam mit Kristian Lutze und Werner Schmitz übersetzte sie Harry Belafontes Autobiografie My Song ins Deutsche.
Sie ist Mitglied im Berufsverband deutschsprachiger Übersetzer (VdÜ) und fungierte von 1990 bis 1997 als Redakteurin und Herausgeberin von dessen Verbandszeitschrift Übersetzen, die damals noch Der Übersetzer hieß. Für Zeitungen und für den Rundfunk verfasste sie Kritiken und Essays.
Zwischen 1999 und 2012 wurde sie für ihre Arbeit mehrfach mit Arbeitsstipendien des Deutschen Übersetzerfonds (DÜF) ausgezeichnet. Weitere Stipendien erhielt sie von den Bundesländern Baden-Württemberg und Niedersachsen sowie ein weiteres vom Literarischen Colloquium Berlin für ihre Übersetzungen der Gedichte von Anne Sexton.